# Biserica „Sfântul Ilie” din Telenești
Biserica „Sf. Ilie” este o biserică amplasată în Telenești, Republica Moldova. Este un monument arhitectural de importanță națională inclus în Registrul monumentelor Republicii Moldova ocrotite de stat cu nr. 1449 (raionul Telenești). Datează din 1842.